# Tellervo musikanos
Tellervo musikanos är en fjärilsart som beskrevs av Hans Fruhstorfer 1910. Tellervo musikanos ingår i släktet Tellervo och familjen praktfjärilar. Inga underarter finns listade i Catalogue of Life.